# Флаг Северо-Восточного административного округа
Флаг Се́веро-Восто́чного администрати́вного о́круга города Москвы Российской Федерации.
Флаг утверждён 8 мая 2001 года и внесён в Геральдический реестр города Москвы с присвоением регистрационного номера ?.

## Описание
«Флаг Северо-Восточного административного округа представляет собой голубое прямоугольное полотнище с соотношением ширины к длине как 2:3.
В центре полотнища белая башня с острым шпилем, касающаяся верхнего и нижнего краёв полотнища, на 1/4 от древка — белая роза высотой в 7/12 ширины полотнища и на 1/4 от противоположного древку края полотнища — белый колос высотой в 7/12 ширины полотнища».

## Обоснование символики
Белая башня с острым шпилем символизирует выдающееся сооружение, расположенное на территории округа, — Останкинскую телебашню.
Белая роза символизирует сады и парки Всероссийского выставочного центра и Ботанического сада, украшающие территорию округа.
Белый колос символизирует Всероссийский выставочный центр, история которого начиналась с ВСХВ — главной сельскохозяйственной выставки страны.